# جمعية مرشدات توغو
جمعية مرشدات توغو هي المنظمة الإرشادية الوطنية في توغو. تأسست في عام 1942، وأصبحت المنظمة عضوا كامل العضوية في الجمعية العالمية للمرشدات وفتيات الكشافة في عام 1963. المنظمة للفتيات فقط وتضم 2،495 عضوة (اعتبارا من 2003).